# Dağlıca, Beşikdüzü
Dağlıca là một xã thuộc huyện Beşikdüzü, tỉnh Trabzon, Thổ Nhĩ Kỳ. Dân số thời điểm năm 2011 là 295 người.